# 杜朝紳
杜朝紳（1492年—？年），字叔縉，號味江，四川成都府崇庆州人，民籍。

## 生平
治《書經》，行二，由國子生中式正德八年（1513年）癸酉科四川鄉試第二十二名舉人，年三十二歲中式嘉靖二年（1523年）癸未科會試第二百三十六名，第三甲第三十名進士。授麻城县知县，历官云南按察司佥事，嘉靖十二年十二月被云南巡抚顾应祥弹劾，被御史逮问。

## 家族
曾祖杜啓初。祖父杜泰和。父杜山，教谕。母钟氏。慈侍下。兄杜朝東、弟朝憲、朝冕、朝儀。